# Teufelsgrund und Saalehänge
Koordinaten: 51° 39′ 19″ N, 11° 45′ 27″ O
Teufelsgrund und Saalehänge ist ein Naturschutzgebiet in Könnern im Salzlandkreis in Sachsen-Anhalt.
Das Naturschutzgebiet mit dem Kennzeichen NSG 0085 ist 13,79 Hektar groß. Es ist Bestandteil des FFH-Gebietes „Saaledurchbruch bei Rothenburg“. Im Süden grenzt es an das Naturschutzgebiet „Saaledurchbruch bei Rothenburg“, ansonsten schließt sich das Landschaftsschutzgebiet „Saale“ an. Das Gebiet steht seit 1967 unter Schutz (Datum der Verordnung: 11. September 1967). Zuständige untere Naturschutzbehörde ist der Salzlandkreis.
Das Naturschutzgebiet liegt zwischen Könnern und Rothenburg im Naturpark Unteres Saaletal. Es stellt einen nach Westen exponierten, über 50 Meter hohen Steilhang sowie ein angrenzendes, steilwandiges Erosionstal mit Felsfluren, Trockenrasen und wärmeliebenden Gebüschen am rechten Ufer im Durchbruchstal der Saale unter Schutz. Auf flachgründigen Verwitterungsböden siedeln Thymian-Blauschwingelrasen, auf tiefgründigeren Hanglagen Wimperperlgrasfluren. Die Oberhänge und Felsvorsprünge werden von Schwingel-Federgrasgesellschaften eingenommen. Pflanzen der Trockenrasen sind z. B. Stängelloser Tragant, Gewöhnliche Kuhschelle, Schmalblütige Traubenhyazinthe und Pferdesesel. In Runsen siedeln Zwergmispeln. Am Plateaurand sind Liguster und Schlehengebüsche zu finden. In der Talsohle des Teufelsgrundes stocken edellaubholzreiche Gehölzbestände.
Im Naturschutzgebiet sind zahlreiche Vögel, darunter Grünspecht, Wendehals, Neuntöter, Gelbspötter, Sperbergrasmücke, Nachtigall und Pirol heimisch. Bemerkenswert sind Vorkommen verschiedener Schnecken, darunter Märzenschnecke, Zylinderwindelschnecke, Kleine Glattschnecke und Blindschnecke.